# آنتونلا آلونسو
آنتونلا آلونسو (به اسپانیایی: Antonella Alonso)؛ زادهٔ ۹ ژوئن ۱۹۹۰) با نام مستعار لاسیرنا۶۹ (انگلیسی: LaSirena69) بازیگر پورنوگرافی اهل ونزوئلا است.